# Сикењичка
Сикењичка (слч. Sikenička, мађ. Kisgyarmat) насељено је мјесто са административним статусом сеоске општине (слч. obec) у округу Нове Замки, у Њитранском крају, Словачка Република.

## Становништво
| Година:    | 1994. | 2004.   | 2014.   | 2024.   |
| ---------- | ----- | ------- | ------- | ------- |
| Број људи: | 502   | 467     | 446     | 432     |
| Разлика:   |       | -6,97 % | -4,49 % | -3,13 % |

| Година:    | 2023. | 2024.   |
| ---------- | ----- | ------- |
| Број људи: | 436   | 432     |
| Разлика:   |       | -0,91 % |

Према подацима о броју становника из 2011. године насеље је имало 442 становника.